# 蓝丽蓉
蓝丽蓉（Lam Lay Yong，1936年2月2日—），新加坡著名的中国数学史学者，新加坡国立大学退休教授，国际科学史研究院院士。 从1974年至1990年兰丽蓉兼任国际数学史学会刊《Historia Mathematica》的副主编。

## 生平
蓝丽蓉是新加坡企业家陈嘉庚的外孙女，李光前的姨甥女，原名温丽蓉，嫁与新加坡律师蓝秉湖后从夫姓。
1957年，蓝丽蓉毕业于马来亚大学（今新加坡国立大学），后获得女皇奖学金赴英国剑桥大学深造。回新加坡后任新加坡大学讲师，1966年获新加坡大学博士学位。1988年晋升为新加坡大学正教授。她在新加坡大学数学系任教，前后长达35年，于1996年退休。

## 数学史研究
自1966年开始，蓝丽蓉在国际数学期刊发表关于《九章算术》、《杨辉算法》、《张邱建算经》等中算史经典的论文。
1992年，蓝丽蓉出版了她的代表作：《雪泥鸿爪溯数源》（Fleeting Footsteps, Tracing the Concept of Arithmetic and Algebra in Ancient China）。她在书中详述中国五世纪《孙子算经》的十进位制筹算的记数法则、和加、减、乘、除、分数运算、开平方运算的程序，还详细比较九至十世纪阿拉伯著名数学家花拉子米、伊本·拉班关于印度算法的多种著作，发现阿拉伯国家早期关于印度算法中的四则运算和开平方方的程序，和孙子算经中的方法十足相同，从而提出印度-阿拉伯数字系统的十进位制概念，乃起源于中国算筹的学说。她说，她之所以能够做出这个跨文明的重要发现，乃因以往西方数学史家不通中算史的中文文献，而中国中算史家又不容易取得西方图书馆的文献，而她自己则中西文献可以兼而得之之故。《雪泥鸿爪溯数源》一书在2004年再版，其本内容大致和92年版相同，但增加一篇她在2002年在北京召开的国际数学史大会上，在荣获凯尼斯·梅奖之后的致谢演讲，题为《中国古代的数学及其对世界数学的影响》（Ancient Chinese Mathematics and its influence on World Mathematics）作为代序，和著名数学史家 Joseph Dauben 的引言。
2002年，蓝丽蓉因其在数学史领域的杰出成果，荣获数学史最高荣誉：国际数学史学会颁发的凯尼斯·梅奖，她是第一位亚洲人和第一位女学者获此殊荣。蓝丽蓉还荣获2005年新加坡大学颁发的杰出科学校友奖。

## 著作
- Lam Lay Yong (1994). "Jiu Zhang Suanshu (Nine Chapters on the Mathematical Art): An Overview", Archive for History of Exact Sciences, vol. 47
- Lam Lay Yong (1977). "A Critical Study of the Yang Hui suan fa". NUS Press.
- Lam Lay Yong (1997). "Zhang Qiujian Suanjing (The Mathematical Classic of Zhang Qiujian): An Overview", Archive for History of Exact Sciences, vol. 50.
- Lam Lay Yong, Ang Tian Se (1992). Fleeting Footsteps, Tracing the Concept of Arithmetic and Algebra in Ancient China. World Scientific.
- Lam Lay Yong. "A Chinese Genesis, Rewriting the history of our numeral system", Archive for History of Exact Science, vol. 38, 101-108.
- Lam Lay-Yong and Shen Kangshen (沈康身). "Methods of solving linear equations in traditional China", Historia Mathematica, Volume 16, Issue 2, May 1989, pp 107-122.